# 临高南站
临高南站，位于中华人民共和国海南省临高县博厚镇，是海南西环高速铁路上的高铁站，于2015年12月30日启用营运，广州局集团管辖。

## 車站周邊
- 海南地区环线高速公路
- 临高县人民检察院博厚检察室
- 博厚镇敬老院
- 博厚中学
- 临高县工商局博厚工商所
- 博厚镇政府
- 中国邮政储蓄银行博厚储蓄所
- 博厚卫生院

## 歷史
- 2015年12月30日通车启用。[4]

## 外部連結
- 中国铁路客户服务中心（页面存档备份，存于）